# Patjuk

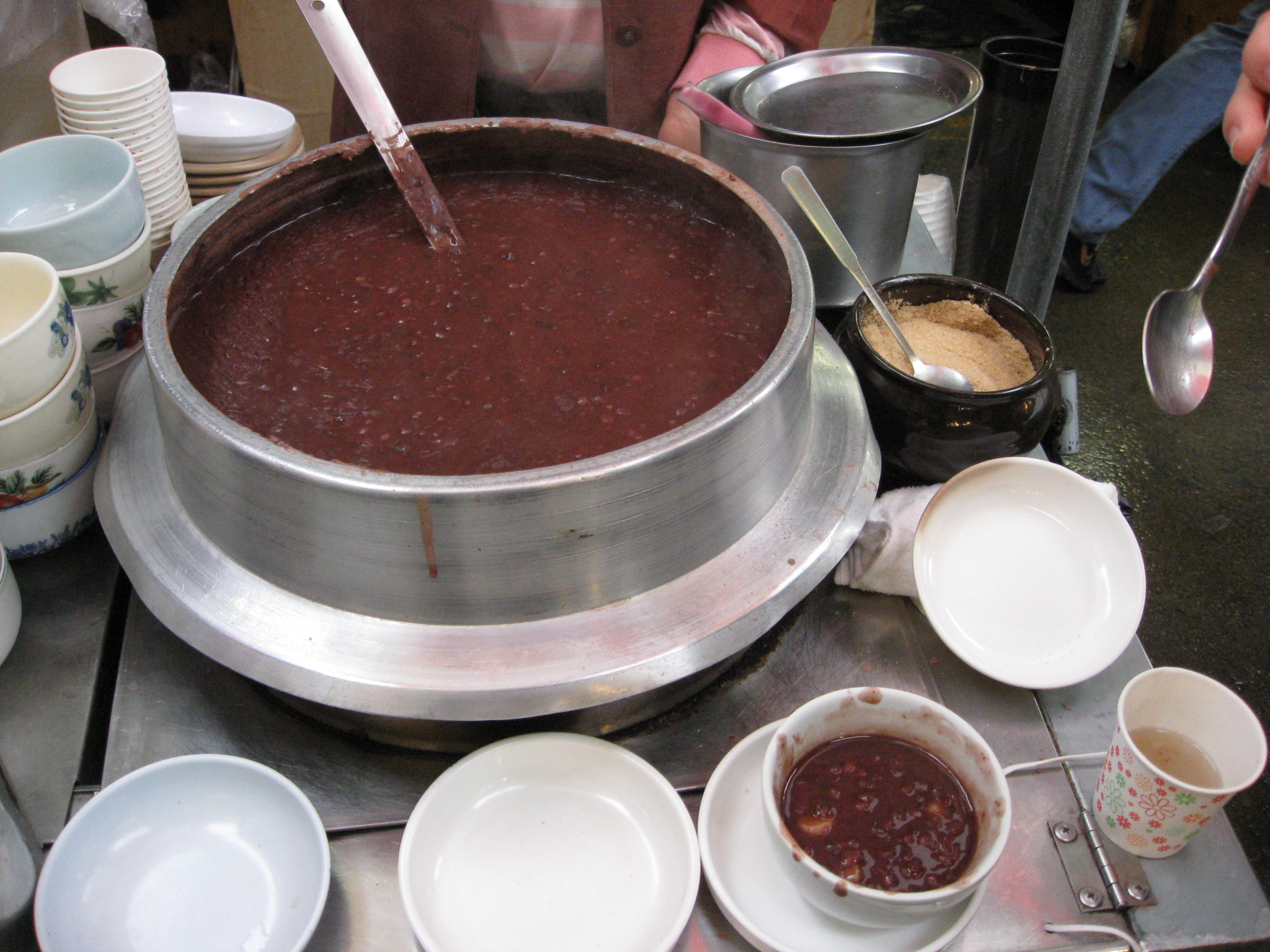
Patjuk a la venta en las calles de Busán, Corea del Sur.

En la gastronomía de Corea, la gacha de judía azuki se llama patjuk (팥죽), y suele comerse durante la temporada invernal. En Dongjinal, una fiesta tradicional coreana que cae el 22 de diciembre, los coreanos comen Donji patjuk, que contiene saealsim (새알심), una bola hecha de harina de arroz glutinoso.
En la antigua tradición coreana se creía que el patjuk tenía el misterioso poder de alejar los espíritus malvados. Según las creencias populares tradicionales, el rojo es un símbolo de energía positiva que puede derrotar la negativa. Cocinar y comer patjuk es un ritual para evitar la mala suerte, las epidemias y la llegada de espíritus malvados. Antes de comer el plato, los coreanos solían servirlo en el altar de su propia casa, repartiéndolo por todas las habitaciones. Estas costumbres han sido transmitidas de una generación a otra gracias a las historias mitológicas.
Comer patjuk es un ritual para desear cosechas abundantes. La antigua Corea era una sociedad agraria, y una buena cosecha siempre fue un asunto crucial. Los coreanos comen patjuk en el solsticio de invierno (Donggi), cuando los días empiezan a ser más largos que las noches. Cuando elaboran patjuk añaden tantos pequeños dumplings de arroz como años tengan.
El patjuk ejemplifica una costumbre de conservar alimentos. Los coreanos suelen comer arroz con guarniciones. Sin embargo, en invierno escaseaba el grano y el patjuk se convertía en una comida completa, que podía hacerse con ingredientes simples: judía azuki, agua, un poco de arroz y ninguna guarnición. Así cuando se preparaban celebraciones en invierno, el patjuk era un medio de ahorrar grano.